# Strongylus
Strongylus is de naam van een geslacht uit de familie van de Strongylidae uit de orde  Strongylida van de (rondwormen). Het zijn parasitaire wormen die leven als parasiet in het spijsverteringskanaal en de aderen van paarden. Strongylus vulgaris is de meest voorkomende parasiet.

## Indeling
- Geslacht Strongylus
  - Strongylus asini
  - Strongylus edentatus
  - Strongylus equinus
  - Strongylus vulgaris